# I Believe (Dr. Alban-album)
Az I Believe című album Dr. Alban 5. nagylemeze. Az album mérsékelt siker volt, csupán Svédországban volt a 27. helyezett, és 3 dal jelent meg kislemezen.

## Tracklista
- Intro
- Guess Who's Coming To Dinner featuring: Michael Rose
- Mr. DJ
- Soon Come featuring: Freddie McGregor
- Feel The Rhythm
- Enemies
- Long Time Ago
- I Believe
- Oh Baby featuring: Beenie Man
- Show Me
- Mountains
- Humpty Dumpty
- Love Affair
- Honey Bunny
- Ain't No Stopping
- Raggamuffin Girl
- Oh Baby (Sly & Robbie Mix)mixed by: Sly & Robbie